# تاكيشي ساإيتو (لاعب كرة قدم مواليد 1972)
تاكيشي ساإيتو (باليابانية: 斉藤 剛史) (29 مايو 1972 في طوكيو في اليابان – )؛ هو لاعب كرة قدم سابق كان يلعب كمهاجم.